# 東京文化会館

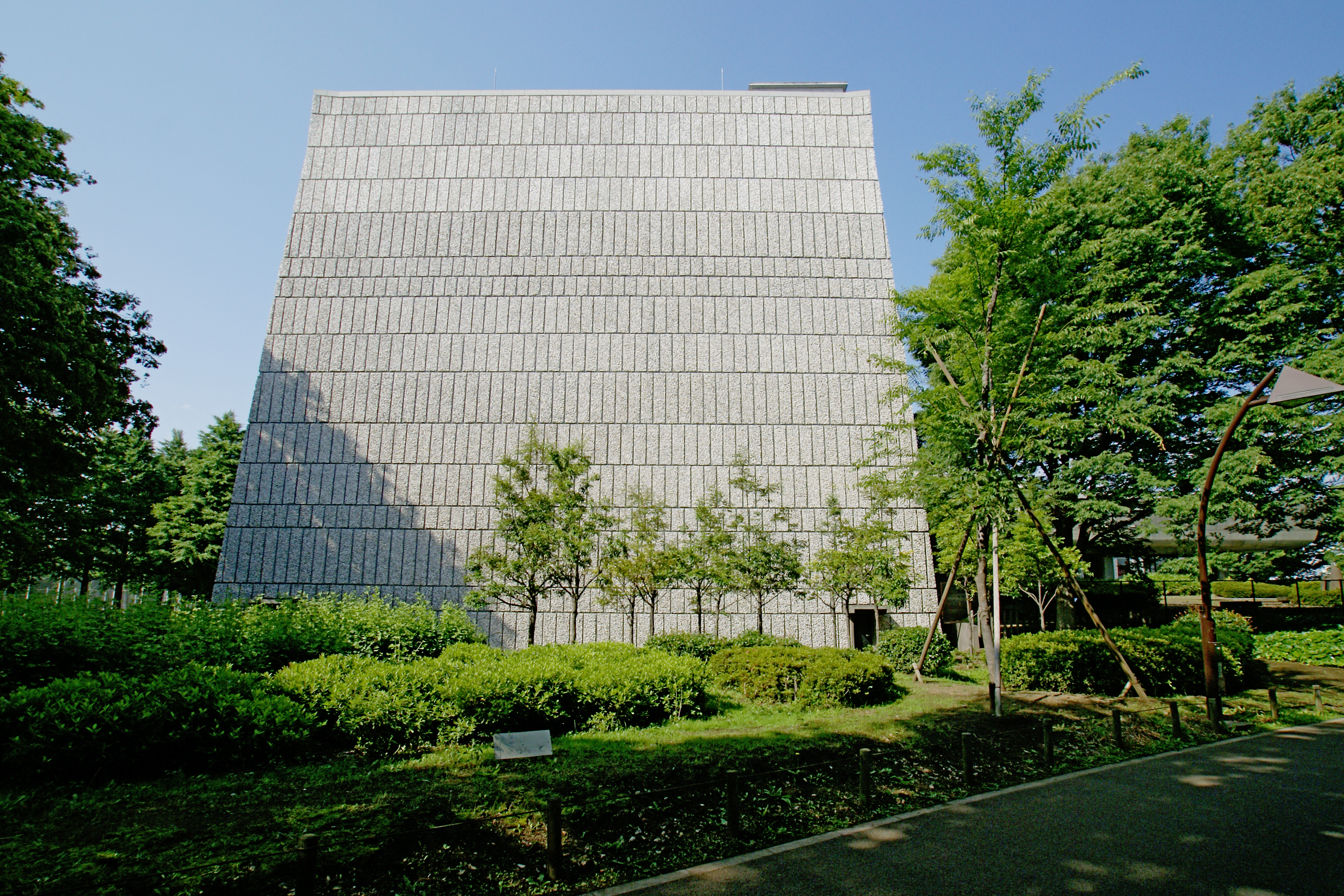
西側

東京文化会館（とうきょうぶんかかいかん、Tokyo Bunka Kaikan）は、東京都台東区上野公園の一角に所在する東京都立のホール。大ホール、小ホールの他、リハーサル室、会議室、レストラン、音楽資料室を擁する。指定管理者制度により公益財団法人東京都歴史文化財団が管理と運営を行っている。
東京都交響楽団が本拠地としているホールでもある。
また、ウィーン国立歌劇場などの海外著名歌劇場が来日した際は、必ずと言っていいほど東京文化会館で公演を行っている。
建築家 前川國男の代表作の一つで、1961年に日本建築学会賞作品賞 及び 第3回BCS賞を受賞した。2003年にDOCOMOMO JAPAN選定 日本におけるモダン・ムーブメントの建築に選ばれている。

## 概要
東京都開都500年祭の記念事業として開館。すでに、神奈川県立音楽堂などの開館はあったものの、東京の本格的なクラシック音楽のコンサートホールとしては初期のものといえる。日本国内では、1982年のクラシック音楽専用のザ・シンフォニーホール（大阪府）を皮切りに、1986年のサントリーホール（東京都）等、最新の音響設計技術を用いたホールが開館されるにつれて、東京文化会館は「古いホール」のイメージが強くなっていったが、改装工事が行われ1999年に竣工したことによって、それは払拭された。スペースに余裕のないことが多い日本国内のホールの中で、バックステージの広さなどのゆとりの大きさは貴重であり、海外の有名歌劇場が来日した際は公演に使用されることが大変多い。
2004年より2011年まで元ソニー会長の大賀典雄が館長を務めたが、大賀の逝去により、2011年9月1日付で日枝久（フジテレビ会長→相談役）が館長に就任した。2012年7月1日より音楽監督に指揮者の小林研一郎が就任。大賀の前任者で、作曲家の三善晃が館長を務めた時代には、運営方針を巡って当時の都知事である石原慎太郎と対立したこともあった。
クラシック音楽の殿堂オペラの聖地として名高く、ポピュラー音楽がステージに上ることは無かったが、2006年2月22日から2月26日に小ホールで大友直人企画、木﨑徹プロデュースによる『Popular Week LIVE in 東京文化会館』が行われた。これは東京文化会館45年の歴史上初めてのポップスの自主興行であった。尾崎亜美が弦楽四重奏で数々のヒット曲を綴り、井上堯之は生ギター2本とヴァイオリンで「愚か者」等を歌った。フレッシュな魅力でエネルギーを発したのが「Saigenji」、更に小曽根真はピアノソロに挑戦し、最終日は穐吉敏子とMonday満ちる初の親子デュオ。最近では、月の203号室がJ-POPアーティストとして公演を行っている。
2006年3月3日・4日には、大ホールで東京文化会館の45周年と加山雄三の芸能生活45周年を祝うガラ・コンサート （祝典） が行われた。 「加山雄三 with 大友直人 シンフォニック・ガラ・コンサート」で、千住明をはじめとする5人の編曲家によって加山サウンドをオーケストラサウンドに蘇らせた。プロデューサーで構成・演出をしたのは、加山の還暦の祝いに日本初のトリビュート・アルバム「60 CANDLES」をプロデュースした木﨑徹。彼は、東京文化会館の音楽監督である大友直人の古くからの友人であったために、革命的なコンサートが実現した。
2017年12月6日・7日には、大ホールでテレビ東京系列の歌番組「年忘れにっぽんの歌」の公開収録が行われた。
東京文化会館の公式の英字表記は「Tokyo Bunka Kaikan」であるが、上野駅並びに本館周辺の案内表示では「Tokyo Metropolitan Festival Hall」または「Tokyo Festival Hall」などと表記されている場合がある。
2014年、建物の改築・改修工事を実施し、リニューアルオープン。
2026年5月7日より、全面的な設備機器更新等の大規模改修工事を行うため休館予定。休館終了は2028年度中を予定。

## 施設
- 大ホール
定員2,303名（1階 1,282席、2階 238席、3階 355席、4階 268席、5階 160席、車椅子対応 14席）。クラシック音楽のコンサートやバレエ、オペラの専用ホールである。5階席まであるのが特徴。通常の状態から舞台前部を下げると、オーケストラピットとなる。ステージの両脇から続く客席側の壁面には重厚なブナ材で作られた雲形のパーツが音響拡散体として設置されており、これは彫刻家 向井良吉[7] の作品である。
- 小ホール
定員653名（下段席 338席、上段席 311席、車椅子対応 4席）。室内楽、ピアノ、合唱等比較的少人数のクラシック音楽演奏会に適したホール。客席は3方から舞台を取り囲む形となっている。かつては国際会議場としても利用できる設備であった。特徴的な形状の音響反射板と、ステージ両脇のコンクリートの壁面に付いている音響拡散体は、彫刻家 流政之の作品である。
- 音楽資料室
クラシック音楽や邦楽、民族音楽の資料を収集している専門図書館。中学生以上なら誰でも無料で閲覧・視聴できる。LP・CD64,000枚、映像2,500枚、楽譜32,000冊、図書25,000冊を所蔵している。設立以来の文化会館公演プログラム、雑誌のバックナンバーも閲覧可能。

## 所在地とアクセス
東京都台東区上野公園5-45
- JR上野駅公園口から徒歩約1分 - 当ホールと駅改札口とは道路を介さず歩行者空間で繋がっている交通至便な立地である
- 北緯35度42分51秒 東経139度46分31秒 / 北緯35.71417度 東経139.77528度（世界測地系。日本測地系では北緯35度42分40秒 東経139度46分43秒 / 北緯35.71111度 東経139.77861度）。

## 評価
指揮者のリッカルド・ムーティは、東京文化会館大ホールについて「完成から60年が経過したが、日本の聴衆だけでなく、世界の人々にとっても非常に重要な演奏会場といえる。オペラを上演しても交響曲を演奏しても世界的に誇れる音響効果を期待できるからだ」と評している。